# Чеймберз, Люк
Люк Чеймберз (англ. Luke Chambers; 28 сентября 1985, Кеттеринг, Англия) — английский футболист, играющий на позиции защитника в клубе «Колчестер Юнайтед».

## Карьера

### «Нортгемптон Таун»
Люк родился в Кеттеринге, Нортгемптоншир. Чеймберз дебютировал в профессиональном футболе в местной команде «Нортгемптон Таун», в матче против «Мансфилда» в 2003 году. Вскоре, он был назначен капитаном команды по инициативе менеджера Колина Колдервудом, который позже подписал его для «Ноттингем Форест». Его единственный гол в качестве игрока «Нортгемптоне» был в матче против «Суонси Сити» в октябре 2006 года.
9 июля 2012 года Люк Чеймберз на правах свободного агента подписал контракт с клубом «Ипсвич Таун».

### «Ноттингем Форест»
Чеймберз подписал контракт с «Форест» за нераскрытую плату 30 января 2007 года, присоединившись к бывшему управляющему «Нортмгемптона» Колдервуду.